# ايفون ارنو
ايفون ارنو (بالفرنسية: Yvonne Arnaud )‏ (و. 1890 – 1958 م) هي مغنية، وممثلة، وعازفة بيانو، من فرنسا، ولدت في بوردو، توفيت في جيلفورد، عن عمر يناهز 68 عاماً.

## وصلات خارجية
- ايفون ارنو على موقع IMDb (الإنجليزية)
- ايفون ارنو على موقع ميوزك برينز (الإنجليزية)
- ايفون ارنو على موقع قاعدة بيانات برودواي على الإنترنت (الإنجليزية)
- ايفون ارنو على موقع قاعدة بيانات الفيلم (الإنجليزية)